# Neolana dalmasi
Espèce
Synonymes
- Ixeuticus dalmasi Marples, 1959

Neolana dalmasi est une espèce d'araignées aranéomorphes de la famille des Stiphidiidae.

## Distribution
Cette espèce est endémique de Nouvelle-Zélande.

## Description
La femelle holotype mesure 7,89 mm.

## Publication originale
- Marples, 1959 : The dictynid spiders of New Zealand. Transactions of the Royal Society of New Zealand, vol. 87, p. 333-361 (texte intégral).